# Río Porcía
Río Porcía este o arie protejată (arie specială de conservare — SAC, sit de importanță comunitară — SCI) din Spania întinsă pe o suprafață de 60,65 ha, integral pe uscat.

## Localizare
Centrul sitului Río Porcía este situat la coordonatele 43°31′10″N 6°52′41″W / 43.5194°N 6.878°V.

## Înființare
Situl Río Porcía a fost declarat sit de importanță comunitară în mai 1999 pentru a proteja 6 specii de animale. Situl a fost protejat și ca arie specială de conservare în decembrie 2014.

## Biodiversitate
Situată în ecoregiunea atlantică, aria protejată conține 2 habitate naturale: Pajiști uscate europene, Păduri aluvionare cu Alnus glutinosa și Fraxinus excelsior (Alno-Padion, Alnion incanae, Salicion albae).
La baza desemnării sitului se află mai multe specii protejate:
- amfibieni (1): Discoglossus galganoi
- mamifere (2): Galemys pyrenaicus, vidră de râu (Lutra lutra)
- nevertebrate (2): Euplagia quadripunctaria, Margaritifera margaritifera
- pești (1): somonul (Salmo salar)